# یواس‌اس ایدالیز (اس‌پی-۲۷۰)
یواس‌اس ایدالیز (اس‌پی-۲۷۰) (به انگلیسی: USS Idalis (SP-270)) یک کشتی بود که طول آن ۶۷ فوت ۸ اینچ (۲۰٫۶۲ متر) بود. این کشتی در سال ۱۹۰۸ ساخته شد.